# Geniusze (stacja towarowa)
Geniusze – stacja towarowa w Geniuszach.

## Opis
Stacja towarowa Geniusze została wybudowana około 1955 r. w czasie zimnej wojny jako obiekt wojskowy w ramach Stałego Rejonu Przeładunkowego Kuźnica Białostocka. Na stacji istniał układ torów przeładunkowych o różnej szerokości oraz dwie rampy przeładunkowe o długości 612 metrów każda. Przed stacją znajduje się grupa pięciu torów o prześwicie 1520 mm, zaś za stacją grupa pięciu torów o prześwicie 1435 mm.
Na stacji istniał punkt umożliwiający szybki przeładunek na dwóch rampach pięciu eszalonów wojskowych. Od lat 60. XX wieku wykorzystywany również do obsługi tranzytu towarów z Niemieckiej Republiki Demokratycznej do Związku Socjalistycznych Republik Radzieckich.
Stacja towarowa na styku dwóch szerokości torów jest nieczynna od 1992 r. i częściowo zdewastowana. Obok stacji przy linii kolejowej nr 6 funkcjonuje jedynie przystanek kolejowy.